# Milivoj Presečki
Milivoj Presečki (Samobor, 1900. – Samobor, 1959.) bio je hrvatski glumac, te trgovac i posjednik iz Samobora.

## Životopis
Rodio se 25. siječnja 1900., a umro 21. ožujka 1959. u Samoboru.  
Rođeni Samoborac,  najmlađi sin Eduarda Presečkog i Katarine Presečki rođ. Klokočar (1861-1926), te brat Vladka Presečkog, suca i odvjetnika, više puta općinskog zastupnika u Samoboru, te autora (pod pseudonimom Rožmarin Špikinarda) satirske poeme "Četveronožni Strassnoff vu Sanoboru" iz 1903. 
Bio je jedan od najistaknutijih članova amaterskog (diletantskog) kazališta u Samoboru u prvoj polovici 20. stoljeća koji su svojim nastupima uveseljavali građane i poticali razvoj kazališne kulture. 
Ulica na samoborskom Stražniku nosi njegovo ime.  

## Filmografija
- "Bakonja fra Brne" kao fra Tetka (1951)
- "Koncert" (1954)
- "Jubilej gospodina Ikla" kao Tugomil Tetrijeb (1955)